# زمین‌لرزه اوآخاکا
زمین‌لرزه اوآخاکا ممکن است به یکی از موارد زیر اشاره داشته باشد:
- زمین‌لرزه ۱۹۳۱ اوآخاکا
- زمین‌لرزه ۱۹۶۵ اوآخاکا
- زمین‌لرزه ۱۹۹۹ اوآخاکا
- زمین‌لرزه ۲۰۱۰ اوآخاکا
- زمین‌لرزه ۲۰۲۰ اوآخاکا